# Франц II Ксавер фон Залм-Райфершайт
Франц II Ксавер фон Залм-Райфершайт (на немски: Franz II Xaver zu Salm-Reifferscheidt-Raitz; * 1 февруари 1749, Виена; † 19 април 1822, Клагенфурт) е алтграф от род Залм-Райфершайт-Райц, кардинал, княжески епископ на Гурк (1784 – 1822) в Каринтия, Австрия, и пионер на алпинизма.

## Биография
Той е третият син на граф и алтграф Антон Йозеф Франц фон Залм-Райфершайт-Райц (1720 – 1769) и съпругата му графиня Мария Анна фон Рогендорф (1718/1726 – 1807), дъщеря на граф Карл Лудвиг Йозеф фон Рогендорф (1682 – 1753) и графиня Каролина Анна Доротия Палфи аб Ердьод (1689 – 1759). Брат е на Карл фон Залм-Райфершайт-Райц (1750 – 1838), от 1790 г. 1. княз и алтграф също имперски граф на Залм-Райфершайт-Райц. Баща му Антон е възпитател на кайзер Йозеф II и рицар на Ордена на Златното руно.
Франц II Ксавер завършва „Терезиянума“ във Виена и след това следва теология в Рим, където на 25 август 1775 г. в катедралата „Св. Петър“ е помазан за свещеник от папа Пий VI. Той е личен приятел на папа Пий VI.
На 20 ноември 1783 г. Франц II Ксавер става княжески епископ на Гурк и е одобрен от папата на 24 юли 1784 г. На 9 август същата година той е помазан за епископ от Залцбургския архиепископ Хиронимус фон Колоредо (1732 – 1812). На 13 август 1784 г. започва службата си в Гурк, след девет месеца той е замъстван на 16 май 1785 г. от катедралния пропст. Той резидира в замък Щрасбург, но през 1786 г. той мести епископската резиденция в Клагенфурт.
На 23 септември 1816 г. Залм е издигнат на кардинал от папа Пий VII.
Залм помага на изкуството и е приятел на натурата. През 1799 и 1800 г. той организира първото изкачване на връх Гросглокнер. Поставят му там плоча.
Той получава удар през 1822 г. и умира в присъствието на неговия капител. Погребан е в градската църква „Св. Николай“ в Щрасбург (Каринтия).

## Галерия
- Гробът на кардинал Залм в Щрасбург
- Пътна табела на пътя Княжески епископ Залм в Лайтертал